# Gondangdia
Gondangdia is een plaats (wijk) - (kelurahan) in het bestuurlijke gebied Menteng, Jakarta Pusat (Centraal-Jakarta) in de provincie Jakarta, Indonesië.  De plaats telt 4508 inwoners (volkstelling 2010).